# Gwon Deog-yong
Gwon Deog-yong (kor. 권덕용; ur. 29 sierpnia 1962 w Jeonju) – południowokoreański zapaśnik walczący w stylu klasycznym. Dwukrotny olimpijczyk. Ósmy w Seulu 1988 i jedenasty w Barcelonie 1992. Startował w kategorii 48 kg.
Dwukrotny medalista mistrzostw świata. Złoto w 1991 i brąz w 1989. Najlepszy na igrzyskach azjatyckich w 1990. Zdobył trzy medale mistrzostw Azji - złoty w 1987, srebrny w 1989 i brązowy w 1991.